# Heathen
Heathen var et Amerikansk "bay area" thrash metal band fra San Francisco, dannet i 1984 af bl.a medlemmer fra heavy metal bandet Anvil Chorus.

## Diskografi
- 1986 Demo (1986)
- Set Me Free E.P (1987)
- Breaking The Silence LP (1987)
- Victims Of Deception (1991)
- The Evolution of Chaos (2010)
- Empire of the Blind (2020)

- @ Hellfest 2013
- David Godfrey White
- Kragen Lum & Jason Vie Brooks
- Lee Altus
- Jon Dette